# Bahnhof Niederlahnstein

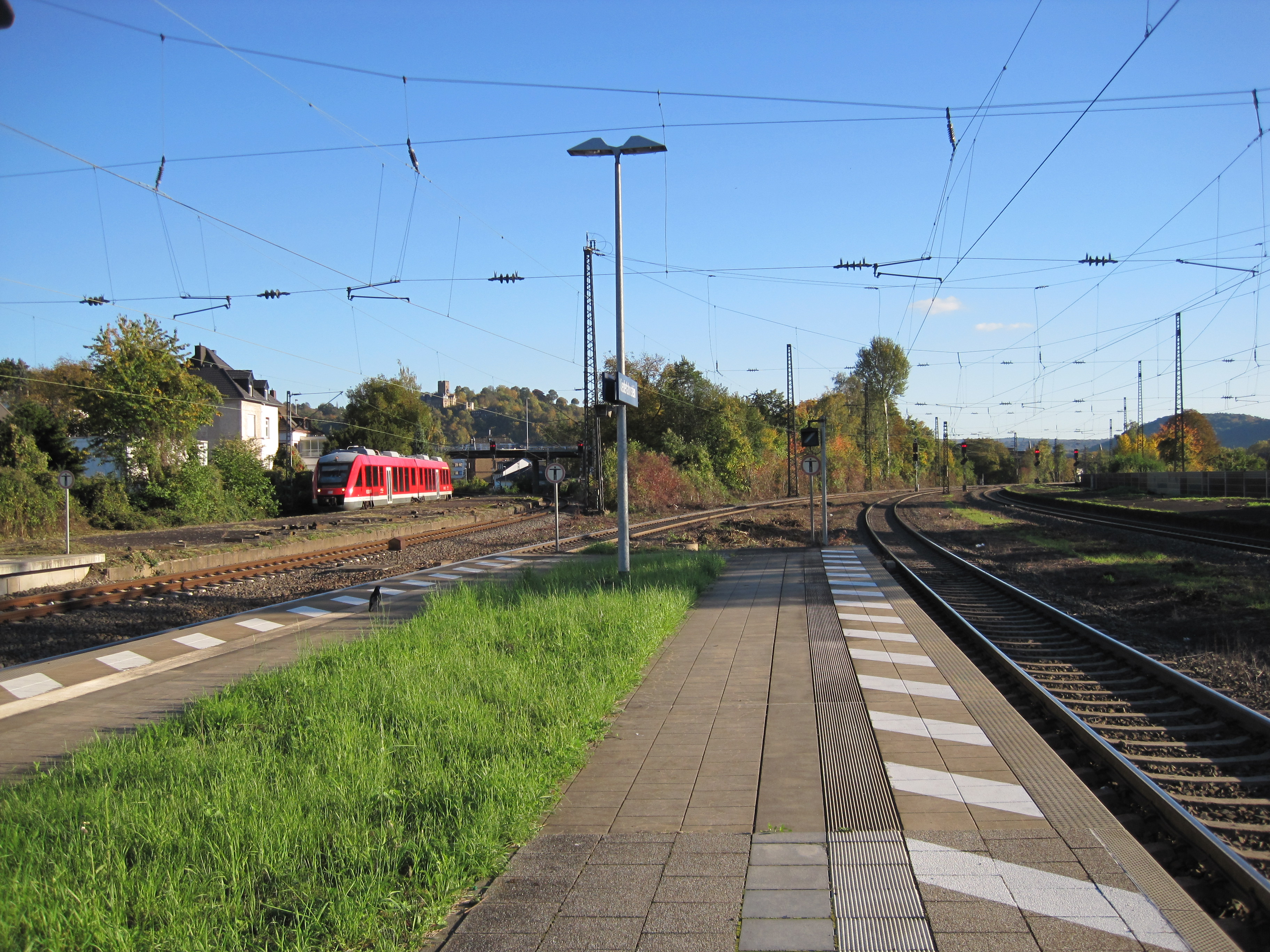
Trennung der Lahntalbahn (linker Abzweig) und der rechten Rheinstrecke (rechter Abzweig)

Der Bahnhof Niederlahnstein ist neben dem Bahnhof Oberlahnstein und dem Haltepunkt Friedrichssegen einer von drei Bahnhöfen in der rheinland-pfälzischen Stadt Lahnstein. Der Trennungsbahnhof der rechten Rheinstrecke und der Lahntalbahn liegt im Stadtteil Niederlahnstein und bildet eine Verkehrsdrehscheibe des öffentlichen Personennahverkehrs im Rhein-Lahn-Gebiet.

## Geschichte

### Geschichte des Bahnhofs
Der erste Niederlahnsteiner Bahnhof lag anders als der heutige im Nauling und war im Vergleich zu dem damals bedeutenderen Bahnhof in Oberlahnstein kaum ausgebaut.
Die Nassauische Rhein Eisenbahn-Gesellschaft eröffnete 1856 das erste Teilstück der 1853 konzessionierten nassauischen Rheintalbahn von Wiesbaden nach Rüdesheim. Wegen finanzieller und technischer Schwierigkeiten wurde die Strecke erst 1862 bis Oberlahnstein und am 3. Juni 1864 bis Niederlahnstein verlängert. Dort erhielt die Rheintalbahn über die Pfaffendorfer Brücke Anschluss an die Strecke der Rheinischen Eisenbahngesellschaft nach Koblenz und ihr linksrheinisches Schienennetz. Zuvor verband provisorisch mit dem Trajekt Stolzenfels–Oberlahnstein eine Eisenbahnfähre die beiden Strecken.
Am 27. Oktober 1869 wurde die Fortsetzung der nassauischen Rheintalbahn von Niederlahnstein bis Neuwied eröffnet.
Mit dem Untergang des Herzogtums Nassau als eigenständigem Staat im Preußisch-Österreichischen Krieg 1866 wurde die Lahntalbahn Bestandteil der Preußischen Staatseisenbahnen, welche ab 15. Mai 1879 eine direkte Verbindung von Niederlahnstein über die Lahn zur Stammstrecke unweit von Friedrichssegen einrichtete, um das zeitaufwändige Kopf machen in Oberlahnstein entbehrlich zu machen. Die Einmündung befand sich bei der Blockstelle Hohenrhein.
1878/79 wurde im Süden von Koblenz die Horchheimer Eisenbahnbrücke, eine wichtige Verbindung zwischen rechter und linker Rheinstrecke, errichtet. Im selben Zeitraum erhielt der Bahnhof ein neues Empfangsgebäude, welches am Nordrand der Stadt errichtet wurde. Heute noch befindet sich der Bahnhof an gleicher Stelle. 1907 wurde unter dem Bahnhof eine Unterführung zur Markstraße errichtet.
Am Ende des Zweiten Weltkriegs wurde der Bahnhof das Ziel alliierter Luftangriffe, am 26. Dezember 1944 wurde dabei das Empfangsgebäude komplett zerstört. Getroffen wurde auch ein kurz zuvor eingefahrener Lazarettzug, insgesamt 160 Personen kamen bei dem Angriff ums Leben.
Nach dem Zweiten Weltkrieg wurde der zerstörte Lahntalbahn-Abschnitt Niederlahnstein–Hohenrhein nur eingleisig wieder aufgebaut.
Das Bahnbetriebswerk mit Drehscheibe wurde im August 1952 als selbstständige Dienststelle aufgelöst.
Um das Jahr 1960 wurde die gesamte rechte Rheinstrecke von Köln bis Wiesbaden elektrifiziert.
Zum 16. März 1970 ging ein neues Drucktastenstellwerk der Bauart SpDrS60 als Zentralstellwerk für den Bahnhof – einschließlich des Abzweigstelle Hohenrhein – in Betrieb.
Zwischen Anfang Juni 2004 und Anfang November 2009 wurde der Bahnhof Niederlahnstein im Zuge des Rheinland-Pfalz-Taktes in einem Pilotprojekt des Landes Rheinland-Pfalz zum „Umweltbahnhof Niederlahnstein“ umgestaltet. Kernpunkt des Konzepts war der barrierefreie Ausbau der Bahnsteige. Es wurden drei Personenaufzüge zu den Bahnsteigen gebaut. Darüber hinaus entstanden neue Bahnsteigdächer, eine Fahrradabstellanlage, Kurzzeitparkplätze und neue Zugänge zur Fußgängerunterführung. Mit der Neugestaltung des Bahnhofsvorplatzes war die Stadt Lahnstein beauftragt. Die Gesamtbaukosten des Projektes beliefen sich auf 5,4 Millionen Euro.
Im Dezember 2007 wurde das elektronische Stellwerk Rechter Rhein in Betrieb genommen. Im Sommer 2008 wurde die zweite Bauphase des Projektes fertiggestellt. Der Streckenabschnitt Oberlahnstein–Niederlahnstein wurde an das elektronische Stellwerk angeschlossen.
Im Jahr 2007 wurden die Leistungen auf dem Abschnitt Frankfurt–Koblenz vom Rhein-Main-Verkehrsverbund (RMV) und dem Zweckverband Schienenpersonennahverkehr Rheinland-Pfalz Nord (SPNV-Nord) europaweit ausgeschrieben. Zum Fahrplanwechsel 2010/2011 am 12. Dezember 2010 hat die VIAS GmbH den Betrieb zwischen Neuwied, Koblenz, Wiesbaden und Frankfurt übernommen.

### Unfall von 2020
Am 30. August 2020 entgleiste ein Güterzug aus Kesselwagen, die mit Dieselkraftstoff beladen waren, auf dem Weg von Rotterdam nach Basel im Weichenbereich des Bahnhofs. Ursache war die Kumulation mehrerer Faktoren. Bei dem Unfall kippten sechs Wagen um und verloren 180.000 Liter Dieselkraftstoff. 

## Empfangsgebäude

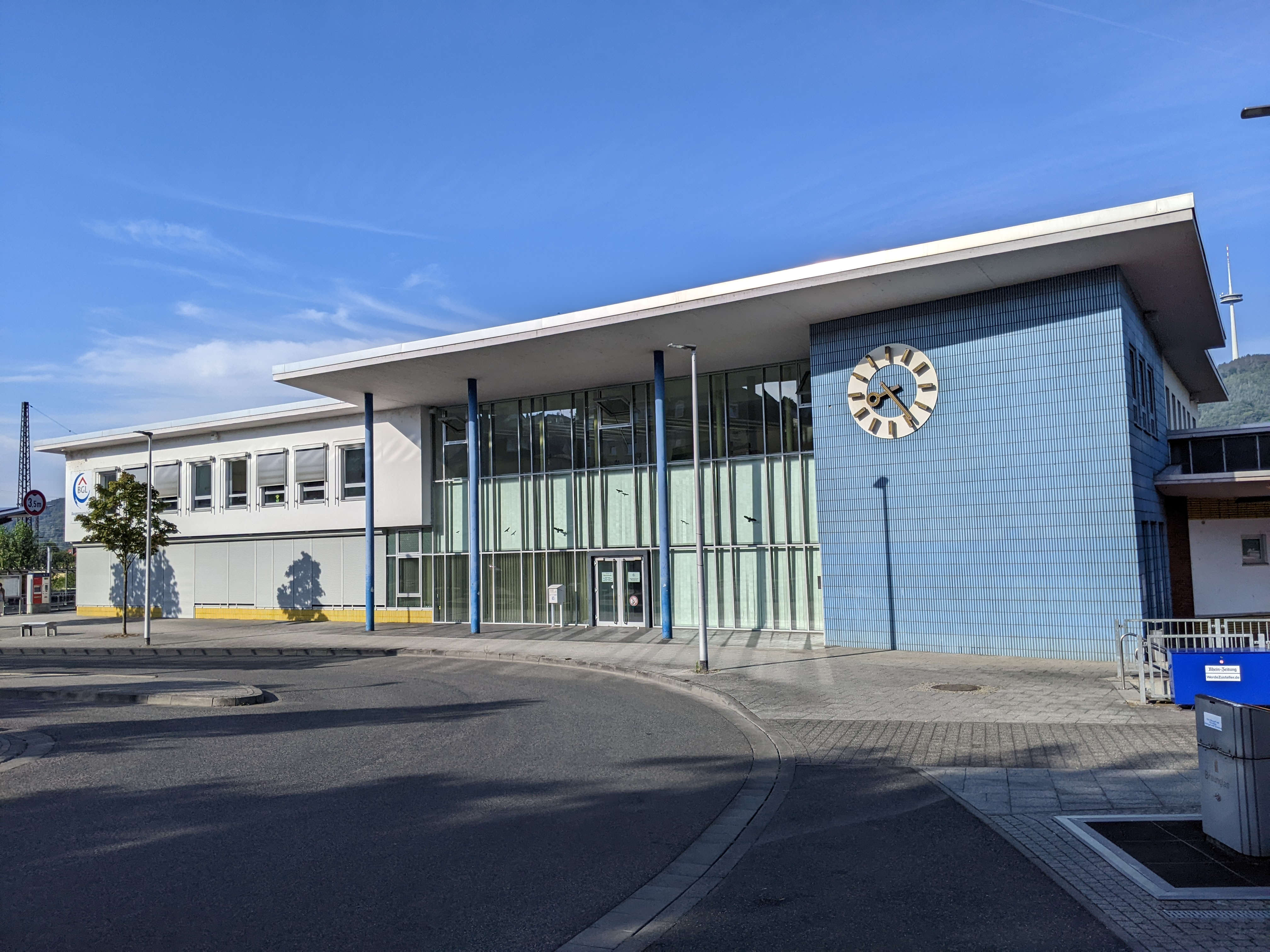
Ehemaliges Empfangsgebäude

Das 1960 errichtete Empfangsgebäude des Bahnhofs wurde bis 2017 durch die Agentur für Arbeit genutzt, 2022 durch die Baugenossenschaft Rhein-Lahn.

## Bahnsteiggleise

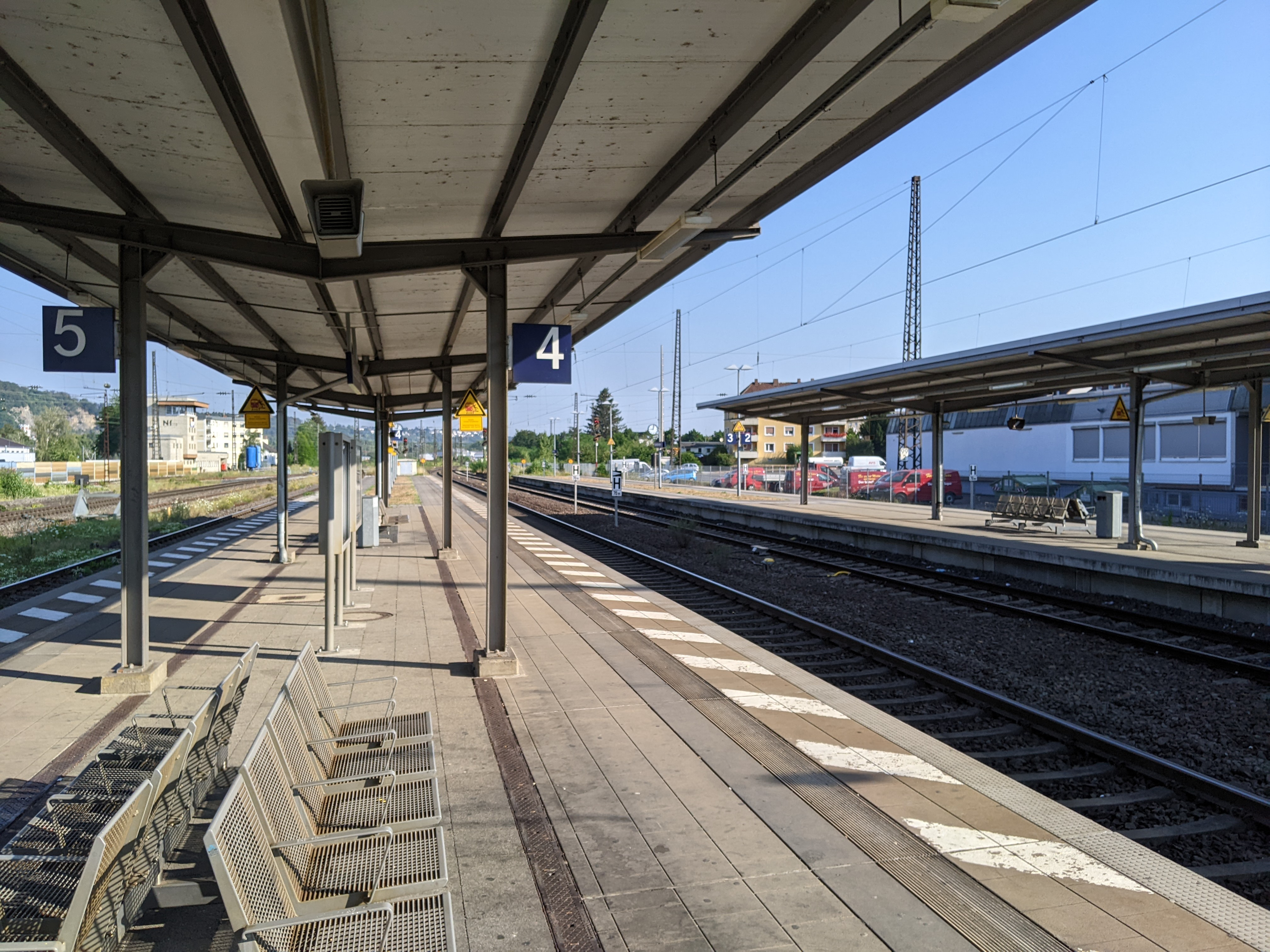
Bahnsteige und Gleise

Der Niederlahnsteiner Bahnhof besitzt umfangreiche Gleisanlagen. Der Personenverkehr wird an vier Bahnsteiggleisen (zwei Mittelbahnsteige) abgewickelt. Einen Hausbahnsteig gibt es nicht.
Die Nummerierung beginnt auf der Westseite am Empfangsgebäude.
- Gleis 2 ist ein Durchgangsgleis sowie ein Streckengleis der Lahntalbahn und teilt sich mit Gleis 3 einen Inselbahnsteig. Heute halten hier die Züge die auf der Lahntalbahn verkehren und weiter nach Koblenz Hbf fahren.
- Gleis 3 ist ein Durchgangsgleis und liegt am Bahnsteig neben Gleis 2. Heute halten hier die Züge in Richtung Limburg und Gießen.
- Gleis 4 ist ein Durchgangsgleis und ein Streckengleis der rechten Rheinstrecke. Es teilt sich mit Gleis 5 einen weiteren Inselbahnsteig. Heute halten hier die VIAS-Züge in Richtung Koblenz Hbf und Neuwied.
- Gleis 5 ist ein weiteres Durchgangsgleis und liegt am Bahnsteig neben Gleis 4. Hier fahren die VIAS-Züge Richtung Frankfurt (Main) Hbf über Rüdesheim und Wiesbaden Hbf.
- Gleis 6 war ein Durchgangsgleis ohne Bahnsteig, welches früher dem Güterverkehr diente. Etwa in der Mitte des Bahnhofs Niederlahnstein steht auf diesem Gleis ein Prellbock, wodurch dieses Gleis nur von Niederlahnstein bis Koblenz benutzt werden kann.
- Gleis 7 ist ein für den Güterverkehr nutzbares Durchgangsgleis, zu welchem heute jedoch der Zugang im Zuge des Projektes „Umweltbahnhof Niederlahnstein“ versperrt und überbaut wurde. Der noch vorhandene Inselbahnsteig, welchen sich Gleis 7 mit Gleis 8 teilt, wird heute nicht mehr genutzt.
- Gleis 8 ist wie Gleis 7 ein ebenfalls nur noch für den Güterverkehr nutzbares Gleis.

## Personenverkehr

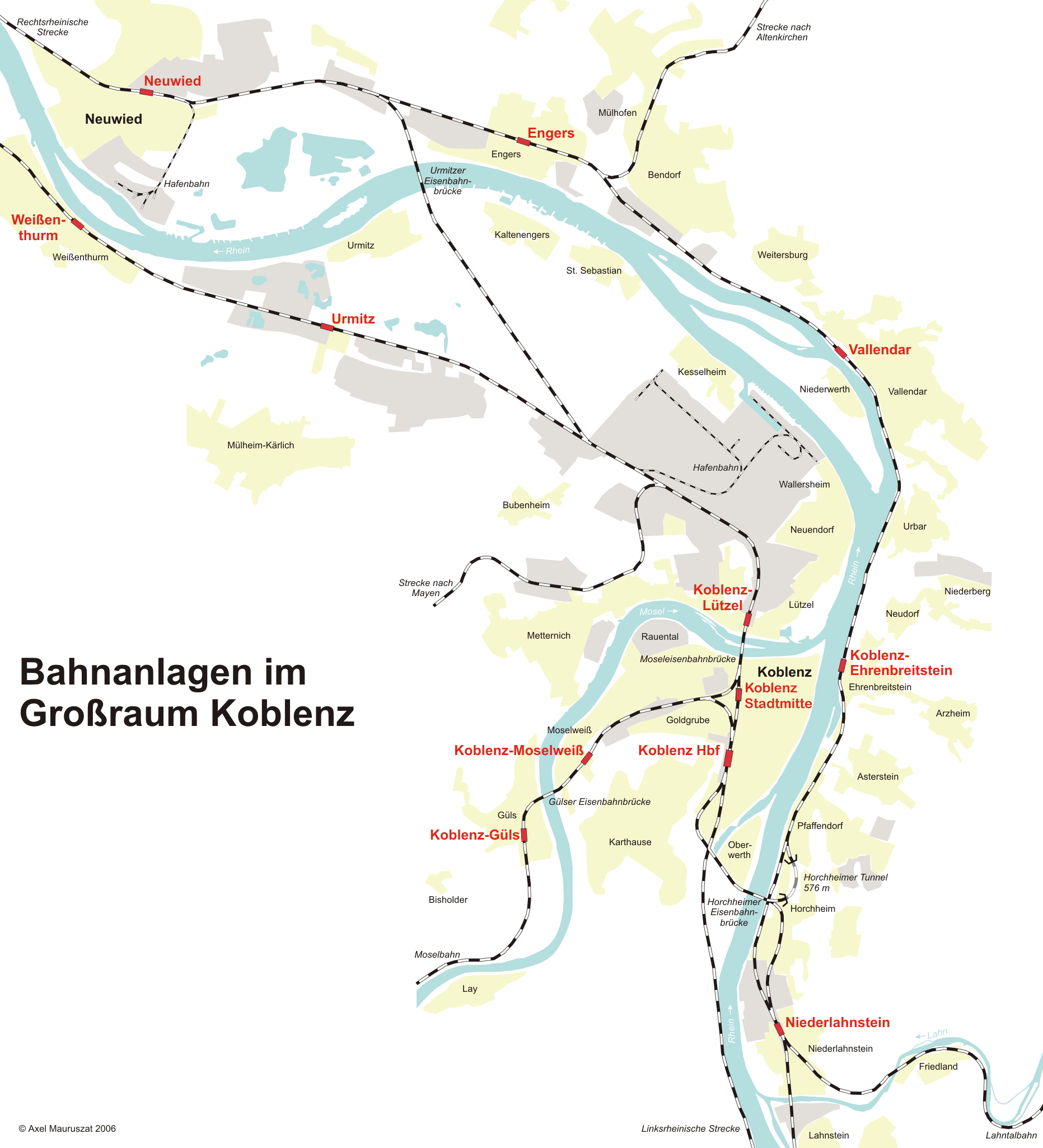
Bahnanlagen im Großraum Koblenz

Hier halten alle auf den beiden Strecken verkehrenden Nahverkehrszüge (RE, RB). Güter- und einzelne Fernverkehrszüge fahren ohne Halt durch den Bahnhof.
Auf dem Südabschnitt der rechten Rheinstrecke (Koblenz–Wiesbaden–Frankfurt) verkehrten bis zum Fahrplanwechsel 2010/2011 im Dezember 2010 die Loreley-Bahn (RB 10) und der Loreley-Express (RE 10), welche von der Deutschen Bahn (DB) betrieben wurden. Im Zuge der europaweiten Ausschreibung verkehren seit dem 12. Dezember 2010 nur noch Regionalbahn-Züge im Stundentakt, teilweise sogar halbstündlich, welche nun von der VIAS GmbH betrieben werden. Die VIAS GmbH setzt neue Triebzüge vom Typ Stadler Flirt ein.
Auf der Lahntalbahn verkehrten seit dem Fahrplanwechsel 2004/2005 am 12. Dezember 2004 Triebwagen der vectus Verkehrsgesellschaft mbH zwischen Koblenz Hbf und Limburg (Lahn) etwa im Stundentakt. Zum Fahrplanwechsel im Dezember 2014 wurde diese Leistung wieder von der Deutschen Bahn übernommen und die Regionalbahnlinie von Limburg nach Koblenz wurde über Andernach nach Mayen verlängert. Außerdem verkehrt noch die Regional-Express-Linie Lahntal-Express zwischen Koblenz Hbf, Limburg und Gießen.
| Linie | Verlauf | Takt                                   | Betreiber      |
| ----- | --- | -------------------------------------- | -------------- |
| RB10  | RheingauLinie: Frankfurt (Main) Hbf – Frankfurt-Höchst – Mainz-Kastel – Wiesbaden Hbf – Wiesbaden-Biebrich – Wiesbaden-Schierstein – Niederwalluf – Eltville – Erbach (Rheingau) – Hattenheim – Oestrich-Winkel – Geisenheim – Rüdesheim (Rhein) – Assmannshausen – Lorch (Rhein) – Lorchhausen – Kaub – St. Goarshausen – Kestert – Kamp-Bornhofen – Filsen – Osterspai – Braubach – Oberlahnstein – Niederlahnstein – Koblenz Hbf – Koblenz Stadtmitte – Neuwied Stand: Fahrplanwechsel Dezember 2023 | 60 min 30 min (Frankf.–KO Hbf zur HVZ) | VIAS           |
| RB 23 | Lahn-Eifel-Bahn: (Kaisersesch → Urmersbach → Monreal → Mayen West →) (einzelne Fahrten) Mayen Ost – Kottenheim – Thür – Mendig – Kruft – Plaidt – Miesenheim – Andernach – Weißenthurm – Mülheim-Kärlich – Koblenz Stadtmitte – Koblenz Hbf – Niederlahnstein – Friedrichssegen – Nievern – Bad Ems West – Bad Ems – Dausenau – Nassau (Lahn) – Obernhof (Lahn) – Laurenburg (Lahn) – Balduinstein – Fachingen (Lahn) – Diez – Limburg (Lahn) Stand: Fahrplanwechsel Dezember 2021                      | 60 min (+ Verstärker zur HVZ)          | DB Regio Mitte |
| RE 25 | Lahn-Eifel-Bahn: Koblenz Hbf – Niederlahnstein – Bad Ems – Nassau (Lahn) – Diez – Limburg (Lahn) – Weilburg – Wetzlar – Gießen Stand: Fahrplanwechsel Dezember 2021 | 120 min                                | DB Regio Mitte |